# Meliboeus violaceipennis
Meliboeus violaceipennis es una especie de escarabajo del género Meliboeus, familia Buprestidae. Fue descrita científicamente por Théry en 1941.